# Zosteria montana
Zosteria montana är en tvåvingeart som beskrevs av Daniels 1987. Zosteria montana ingår i släktet Zosteria och familjen rovflugor. Inga underarter finns listade i Catalogue of Life.